# Soucy, Yonne
Soucy är en kommun i departementet Yonne i regionen Bourgogne-Franche-Comté i norra Frankrike. Kommunen ligger i kantonen Sens-Nord-Est som tillhör arrondissementet Sens. År 2022 hade Soucy 1 546 invånare.

## Befolkningsutveckling
Antalet invånare i kommunen Soucy
| Referens: INSEE |